# گرت‌اختر
gravastar یا گِرت‌اختر توسط Pawel Mazur و Emil Mottola به عنوان جایگزینی برای نظریه سیاه‌چاله مطرح شده‌است. تشکیل سیاه‌چاله‌ها محدودیت‌هایی مانند طول گسسته و زمان پلانک دارد که در زمان تدوین نظریه سیاه‌چاله ‌ها شناخته نبودند. بنابراین گِرت‌اختر کوششی است برای مدرن کردن نظریه سیاه‌چاله‌ها با در نظر داشتن مکانیک کوانتوم. اصطلاح گِرت‌اختر یک تکواژ چندوجهی (نوعی آمیزه سازی) از اصطلاح "اخترِ تهیگیِ گرانشی" یا "گرانش-تهیگی اختر" است.

## ساختار
مفهوم گرت‌اختر بر اساس نگره نسبیت عام اینشتین بنا شده‌است و همچنین یک "کوچترین اندازه" جهانی که در نگره کوانتوم پذیرفته شده‌است را بر می نهد. این اندازه طول پلانک هم نامیده می‌شود و از سرعت نور، ثابت پلانک و ثابت گرانش به دست می‌آید. نگره کوانتوم می‌گوید هر مقیاسی کوچکتر از طول پلانک برای فیزیک و فیزیکدانان نپاهش ناپذیر و بی معنی است. این محدودیت می‌تواند بر طول موج پرتوی از نور به منظور به دست آوردن حد آبی‌کیب ای که نور می‌تواند تمحل کند، تحمیل شود. این مفهوم برای درک ساختار گرت‌اختر مهم است. اطراف یک جرم عظیم یک گرت‌اختر، ناحیه‌ای هست که برای جهان بیرون قابل اندازه‌گیری نیست، چرا که طول موج نور به طول پلانک نزدیک و از آن می گذرد. این ناحیه تهیگی گرانشی نامیده می‌شود.

## همسنجی با سیاه‌چاله
با در نظر داشتن فیزیک کوانتوم، پنداره گرت‌اختر میکوشد تناقض‌های نگره سیاه‌چاله‌ها را حل کند.